# حصار قابس (1117)
```
حصار قابس
، هو حصار لمدينة قابس المحكومة من بني جامع على يد آل باديس، تخلله حسب بعض المصادر اشتباك حصل بين الأسطولين النورماني و الصنهاجي.
```

## الخلفية
سائت العلاقات بين بنو جامع و بنو زيري، بعد أن بنى رافع بن مكي سفينة رفض علي بن يحيى أن يسمح له بامتلاكها لأسباب تجارية، و قرر تسيير الأسطول لأخذ السفينة أو منعها من الإقلاع، فطلب رافع العون من روجر الثاني حاكم صقلية، فأرسل روجر 24 سفينة لقابس.

## معركة قابس (رواية التجاني و أبو الصلت)
عندما علم علي استشار وزرائه فنصحواه أن يسحب أسطوله لكنه لم يحتمل ذلك، فأمر باستكمال العملية، و عندما وصل الأسطول وجد أن الأسطول الصقلي قد وصل فعلا و أن النورمان نزلوا للأكل في وليمة أعدها رافع، فلما رأوا الأسطول الزيري هرعوا لسفنهم و لكن المسلمين سبقوهم و هزموهم و قُتل الكثير و هرب البعض، و بعد ذلك حصل حصار شديد انتهى بانسحاب الباديسيين قُبيل الشتاء.

## حصار قابس (رواية ابن الأثير و النويري)
لم يتأكد علي من حقيقة الحلف القابسي الصقلي إلا بعد مرور الأسطول النورماني، فقرر إرسال أسطوله ليتتبع الأسطول الصقلي و وصلا في نفس الوقت، لكن رافع لم يخرج أسطوله، فانسحب النصارى و حاصر علي مدينة قابس بشدة حتى انسحب.